# Wiener Stadthalle
Wiener Stadthalle é uma arena multiúsos e centro de convenções localizado em Rudolfsheim-Fünfhaus, Viena, Áustria.

## História
Foi construída entre 1954 e 1958 sob a direção do arquitecto austríaco Roland Rainer. 
Tem seis salas, sendo a sala D a principal.
A Wiener Stadthalle já acolheu muitos concertos, tais como The Rolling Stones, Green Day, Queen, Frank Sinatra, ABBA, Michael Jackson, Miley Cyrus, Lady GaGa, Kylie Minogue, Shakira, Christina Aguilera, AC/DC, Metallica, Led Zeppelin, Pink Floyd, Dire Straits, Deep Purple, Guns N' Roses, U2, Laura Pausini The Police, Britney Spears, entre muitos outros.
Foi escolhido como sede do Festival Eurovisão da Canção 2015, realizado entre os dias 19 e 23 de maio.